# Athlètes olympiques individuels aux Jeux olympiques d'été de 2000
Quatre athlètes du Timor oriental ont participé aux Jeux olympiques d'été de 2000 sous le drapeau olympique.
En effet, le pays était placé depuis 1999 sous administration transitoire des Nations unies donc il n'y avait pas encore de comité national olympique reconnu par les instances. Le Comité a pris le 26 mai 2000 une décision permettant aux athlètes est-timoriens de participer aux Jeux en tant qu'athlètes individuels, sous condition de ne porter aucun signe distinctif d'appartenance à une nation. En cas de victoire, le drapeau utilisé est le Drapeau olympique et l'hymne une version abrégée de l'hymne olympique
Cette catégorie, créé spécifiquement pour ce cas politique, fut depuis ré-employé pour la participations des Antilles néerlandaises aux Jeux olympiques de Londres. Dans un contexte similaire, les athlètes yougoslaves avaient participé aux Jeux olympiques de Barcelone sous le terme de Participants olympiques individuels, mais le code IOP est différent de IOA.

## Athlètes engagés

### Athlétisme
| Athlète          | Compétition    | Finale        | Finale |
| Athlète          | Compétition    | Résultat      | Rang   |
| ---------------- | -------------- | ------------- | ------ |
| Calisto da Costa | marathon homme | 2 h 33 min 11 | 71e    |
| Aguida Amaral    | marathon femme | 3 h 10 min 55 | 43e    |

### Boxe
| Athlète     | Tournoi | Parcours                | Parcours | Parcours        | Parcours    | Parcours |
| Athlète     | Tournoi | 1er tour                | 2e tour  | Quart de finale | Demi-finale | Finale   |
| ----------- | ------- | ----------------------- | -------- | --------------- | ----------- | -------- |
| Logona Esau | mouche  | battu part Raymond Narh | -        | -               | -           | -        |

### Haltérophilie
| Athlète     | Tournoi        | Arraché  | Arraché | Épaulé-jeté | Épaulé-jeté | Total | Rang |
| Athlète     | Tournoi        | Résultat | Rang    | Résultat    | Rang        | Total | Rang |
| ----------- | -------------- | -------- | ------- | ----------- | ----------- | ----- | ---- |
| Logona Esau | -56 kg (homme) | 67.5 kg  | 20e     | 90 kg       | 20e         | 157.5 | 20e  |